# Termistore
Un termistore, nell'elettronica e in generale nell'automazione, è un resistore il cui valore di resistenza varia in maniera significativa con la temperatura. Il termine deriva dalla combinazione delle parole termico e resistore. Il principio di funzionamento si basa sulla dipendenza della resistenza del materiale dalla temperatura.
I termistori sono ampiamente utilizzati come limitatori della corrente di spunto, sensori di temperatura e per la protezione di circuiti.

## Dettagli tecnici
Le misure tramite termistori sfruttano la variabilità della resistenza elettrica di un materiale con la temperatura. Si basano pertanto sullo stesso principio delle termoresistenze, l'unica differenza tra i due sensori risiede nel materiale con cui sono realizzati:
- le termoresistenze sono composte da materiali conduttori metallici (per esempio platino);
- i termistori sono composti da materiali semiconduttori.

Mentre nei metalli la conducibilità elettrica, e quindi la corrente, diminuisce in ogni caso con l'aumentare della temperatura, nei semiconduttori è possibile ottenere un comportamento opposto: la resistenza elettrica può diminuire (provocando coerentemente un aumento della corrente) con l'aumentare della temperatura. Infatti, mentre nei conduttori gli unici meccanismi che intervengono nel trasporto sono le vibrazioni termiche del materiale, nei semiconduttori l'incremento di temperatura incentiva il salto di elettroni dalla banda di valenza a quella di conduzione e quindi un incremento della conducibilità. Semiconduttori pesantemente drogati presentano in questo senso caratteristiche analoghe a quelle dei conduttori in quanto, a basse temperature, i meccanismi di generazione sono in qualche modo "coperti" dall'enorme quantità di portatori disponibili; rispetto alle termoresistenze, è tuttavia possibile ottenere con i termistori sensibilità molto migliori.

### Classificazione dei termistori

Simbolo di PTC

Simbolo di NTC

I termistori si possono classificare in:
- NTC (Negative Temperature Coefficient): la resistenza decresce con l'aumentare della temperatura;

- PTC (Positive Temperature Coefficient): la resistenza cresce con l'aumentare della temperatura.

### Comportamento fisico
Considerato che è difficile generare correnti costanti e indipendenti dalla temperatura, il termistore viene utilizzato sollecitandone le estremità con un generatore di tensione e, come già detto, misurando il flusso di carica che lo attraversa, che sarà proporzionale alla sua conducibilità elettrica.
In un semiconduttore poco drogato e a temperatura sufficientemente elevata, i meccanismi che influiscono sulla conducibilità sono esclusivamente quelli di generazione e ricombinazione: trattandosi di processi termicamente attivati, se si suppone di poter ignorare determinati fenomeni imputabili al principio di esclusione per i portatori di carica e la dipendenza della mobilità dalla temperatura, la conducibilità dipenderà dalla temperatura nel seguente modo:
{\displaystyle \sigma =\sigma _{1}e^{-{\frac {T^{*}}{T}}}}
Normalmente si è interessati a rilevare solo piccole variazioni dT di temperatura attraverso la misurazione dell'incremento relativo dR della resistenza associata al termistore: a tale scopo, quello che interessa conoscere è il coefficiente di variazione della resistenza specifico del materiale utilizzato alla temperatura nominale {\displaystyle T_{0}}, definito da:
{\displaystyle \alpha ={\frac {1}{R_{0}}}\cdot \left({\frac {dR}{dT}}\right)_{T_{0}}=-{\frac {T^{*}}{{T_{0}}^{2}}}}
Questo parametro è negativo a sottolineare il fatto che il termistore considerato è di tipo NTC. La formula è valida nel limite in cui si possono ignorare le variazioni nella geometria del termistore causate dal cambiamento di temperatura.
Il parametro α è indicativo della sensibilità del dispositivo alle variazioni di temperatura. Orientativamente i termistori hanno un α di un ordine di grandezza (dieci volte) maggiore delle termoresistenze.

## Equazione di Steinhart-Hart

Tipica funzione di termistore NTC.
Sull'asse delle ordinate R(t)/R(25 °C).
In ascissa la temperatura in °C.

Per un'accurata misura della relazione resistenza/temperatura dei termistori NTC si usa l'equazione di Steinhart-Hart che consente un'approssimazione del terzo ordine:
{\displaystyle {\frac {1}{T}}=a+b\,\ln(R)+c\,\ln ^{3}(R)}
dove a, b e c sono i parametri di Steinhart-Hart e vanno specificati per ciascun dispositivo. T è la temperatura in kelvin e R è la resistenza in ohm.
Per avere la resistenza in funzione della temperatura la funzione va riscritta:
{\displaystyle R=e^{{\left(\beta -{\alpha  \over 2}\right)}^{1 \over 3}-{\left(\beta +{\alpha  \over 2}\right)}^{1 \over 3}}}
dove:
{\displaystyle \alpha ={{a-{1 \over T}} \over c}} e {\displaystyle \beta ={\sqrt {{{\left({b \over {3c}}\right)}^{3}}+{{\alpha ^{2}} \over 4}}}}
L'errore commesso con l'uso dell'equazione di Steinhart-Hart è generalmente inferiore a 0,002 °C.
Come esempio si riportano i parametri dell'equazione di un termistore con una resistenza di 3 000 Ω a temperatura ambiente (25 °C = 298,15 K):
{\displaystyle a=1,40\times 10^{-3}}
{\displaystyle b=2,37\times 10^{-4}}
{\displaystyle c=9,90\times 10^{-8}}

## Equazione con parametro B
I termistori NTC possono essere caratterizzati con un'equazione più semplice detta equazione con parametro B o beta value (che in essenza è l'equazione di Steinhart-Hart con c=0):
{\displaystyle {\frac {1}{T}}={\frac {1}{T_{0}}}+{\frac {1}{B}}\ln \left({\frac {R}{R_{0}}}\right)}
dove le temperature sono in kelvin (K) e R0 è la resistenza alla temperatura T0 (di solito 25 °C=298,15 K).
B è costante solo in prima approssimazione e di solito ne viene indicato l'intervallo di temperature in cui è valida e la sua tolleranza in % (ad esempio B25/85 ± 2% indica che B tra 25 °C e 85 °C ha un errore massimo di ± 2%. Al di fuori di questo intervallo la precisione non è definita, ma non va confuso con l'intervallo delle temperature in cui risulta operativo, che è più ampio).
Risolvendo rispetto alla resistenza del termistore R si ottiene:
{\displaystyle R=R_{0}\;e^{B(1/T-1/T_{0})}}
o in modo equivalente:
{\displaystyle R=r_{\infty }\;e^{B/T}}
dove {\displaystyle r_{\infty }=R_{0}\;e^{-{B/T_{0}}}} rappresenta:
{\displaystyle {\mathop {\lim _{T\to \infty }} R=\mathop {\lim _{T\to \infty }} R_{0}\;e^{B(1/T-1/T_{0})}=R_{0}\;e^{-B/T_{0}}}}
L'equazione con parametro B può essere risolta rispetto alla temperatura:
{\displaystyle T={B \over {\ln {(R/r_{\infty })}}}}
La stessa equazione può anche essere scritta come:
{\displaystyle \ln R=B/T+\ln r_{\infty }}.
Questa può essere usata per convertire l'equazione della resistenza in funzione della temperatura mediante una relazione lineare tra {\displaystyle \ln \,R} e {\displaystyle 1/T}.
La pendenza media di questa funzione permette una stima del valore del parametro B.
In questo caso il coefficiente di variazione della resistenza (α) diventa:
{\displaystyle \alpha ={\frac {1}{R_{0}}}\cdot \left({\frac {dR}{dT}}\right)_{T_{0}}=-{\frac {B}{{T_{0}}^{2}}}}.

## Fattore di dissipazione
Le equazioni di Steinhart-Hart e con il parametro B sono date in assenza di potenza dissipata dal termistore. È questa una condizione ideale che può essere solo approssimata.
Quando nel termistore (di tipo NTC e PTC) scorre una corrente, questa sviluppa calore che ne determina un aumento di temperatura rispetto all'ambiente in cui è immerso (autoriscaldamento o in inglese: self-heating). Se il termistore è utilizzato per misurare la temperatura di questo ambiente si può introdurre un errore significativo se non viene apportata nessuna correzione.
In alternativa, in alcune applicazioni, questo effetto può essere utilizzato. Si può per esempio realizzare un dispositivo sensibile alle correnti d'aria (uno strumento per la misura della velocità di salita di alianti), un variometro elettronico o può servire come temporizzatore per un relè come in passato si usavano nelle commutazioni telefoniche.
La potenza elettrica che viene applicata al termistore è:
{\displaystyle P_{E}=IV}
dove I è la corrente che lo percorre e V la tensione applicata ai suoi capi.
La potenza elettrica è convertita in calore e l'energia termica è trasferita all'ambiente circostante.
La velocità del trasferimento è descritta dalla legge di Newton del raffreddamento:
{\displaystyle P_{T}=K(T(R)-T_{0})}
dove T(R) è la temperatura del termistore in funzione della sua resistenza R, T0 è la temperatura dell'ambiente circostante e K è la "costante di dissipazione" di solito espressa in milliwatt per °C.
Il condizioni di equilibrio le due potenze si uguagliano:
{\displaystyle P_{E}=P_{T}}
Corrente e tensione del termistore dipenderanno dalla particolare configurazione del circuito elettrico in cui è inserito.
Se per esempio si applica una tensione costante al termistore all'equilibrio, tenendo presente la legge di Ohm si ha {\displaystyle I=V/R}, si può esplicitare la temperatura ambiente in funzione della resistenza del termistore:
{\displaystyle T_{0}=T(R)-{\frac {V^{2}}{KR}}}
Come si vede dalla precedente relazione la temperatura ambiente effettiva è quella misurata dal termistore meno il termine dell'autoriscaldamento. Se un termistore ha una costante di dissipazione di 1,2 mW/°C e a una data temperatura dissipa 1 mW, la temperatura che esso misura sarà 0,83 °C più alta di quella dell'ambiente in cui è immerso. Dalla formula si vede che più alto è il suo valore (K) minore sarà la differenza tra la temperatura che esso rileva e la temperatura ambiente (T0).
La costante di dissipazione è quindi una misura della connessione termica del termistore al suo ambiente circostante. È di solito data per un termistore in aria ferma e in olio ben agitato.
Valori tipici per piccoli termistori incapsulati in vetro sono 1,5 mW/°C in aria ferma e 6,0 mW/°C in olio mescolato. Se la temperatura ambiente è nota si può determinare la costante di dissipazione del termistore.
Nella letteratura in inglese il fattore di dissipazione viene chiamato thermal dissipation constant, dissipation factor o nomi simili.

## Uso dei termistori
- sensori di temperatura (NTC)
- protezione di circuiti elettrici mediante il monitoraggio della temperatura (PTC)
- limitazione della corrente massima che scorre in un circuito (fusibili auto ripristinanti) (PTC)
- limitazione di corrente di spunto (NTC)
- generazione di ritardi
- piccoli sistemi di riscaldamento
- sensori di livello;[2]
- Meacham nel 1937 stabilizzò gli oscillatori con una lampadina usata come termistore PTC per essere sostituita negli anni '50-60 con una NTC.

Per alcune possibili applicazioni dei termistori vedi i riferimenti nella nota.

## Storia
Il primo termistore NTC è stato scoperto nel 1833 da Michael Faraday, che rese noto il comportamento dei semiconduttori di solfuro d'argento. Faraday notò che la resistenza del solfuro d'argento diminuiva drasticamente con l'aumento della temperatura. Poiché i primi termistori erano di difficile produzione e le applicazioni tecnologiche erano limitate, la loro commercializzazione non iniziò fino agli anni 1930.
Samuel Ruben (cofondatore della Duracell) inventò il termistore nel 1930 e gli venne concesso il brevetto N. 2.021.491 negli Stati Uniti.